# 朱禋泞
祁阳王朱禋泞（16世纪—17世纪），明朝祁陽王朱幹蛙之长孙，岷康王朱譽榮之玄孙。

## 生平
朱禋泞是祁阳王长子朱企𨥷嫡长子，祁陽王朱幹蛙之孙，但其父亲朱企𨥷未及袭封祁阳王就在万历四十二年（1614年）逝世。万历四十五年（1617年），朝廷册封朱禋泞为曾长孙，既而袭封其祖父朱幹蛙之爵位，成为明朝第三代祁阳王。朱禋与岷王朱企𨰘不和，二人时常诬告对方，最终均遭到朝廷敕责。
崇祯十一年（1638年），朱禋泞被朝廷分封至別城祁阳县，有文才，长于诗词，曾著有《三吾小志》二卷，《祁阳县志》清同治九年（1870）刻本亦载其文章《游浯溪记 （页面存档备份，存于）》。但来到封地不久，朱禋泞就开始扩建王府，侵占百姓的坟地，引发祁阳县民强烈不满，祁阳县黄泥塘乡勇冯异趁机率众起义，于崇祯十七年（1644年）围攻祁阳县城，朱禋泞仓皇逃至永州府，但冯异又攻至永州府，朱禋泞遂逃回武冈州，不知所终。有子某，明亡后削发为僧，号“本圜大師”，曾獲清朝康熙帝赏识。